# Kamal al-Labwani
Kamal al-Labwani (en arabe: كمال اللبواني) est un médecin et militant des droits de l'homme, né le 10 octobre 1957, à Al-Zabadni (en arabe: الزبداني) en Syrie.
Il est arrêté, une première fois, par la police syrienne en septembre 2001 et emprisonné dans la prison d'Adra, jusqu'en septembre 2004. Selon l'ONGI Amnesty International, cette arrestation est motivée par sa participation à une réunion politique menée par Riad Seïf, le 5 septembre 2001. L'ONG le considère comme un prisonnier d'opinion et affirme avoir des informations faisant état de torture et mauvais traitement envers le médecin.
Le 8 novembre 2005, à son retour d'un voyage en Europe et aux États-Unis, où il s'est entretenu de l'opposition syrienne avec des membres de la maison blanche et des organisations de défense des droits de l'homme, il est de nouveau arrêté.
Le 10 mai 2007 il est condamné à 12 ans de prison pour "communication avec un pays étranger et incitation à attaquer la Syrie",.
En mars 2009, le Groupe de travail des Nations unies sur les détentions arbitraires, un organisme des Nations unies chargé des enquêtes sur les plaintes de détention arbitraire, affirme que M. Labwani « avait été condamné pour l'expression pacifique de ses opinions politiques et pour avoir mené des activités politiques » protégées par le droit international, et a également jugé son procès inéquitable.
Le mercredi 16 mars 2011, lors d'un sit-in réclamant la libération de prisonniers politiques, 32 personnes sont arrêtées et inculpées pour « atteinte au prestige de l’État », parmi elles, quatre membres de la famille de Kamal al-Labwani, ainsi que Souheïr Atassi et Nahed Badaouia, militantes des droits de l'Homme.
Il est libéré en décembre 2011 par l'avocate des droits de l'homme Catherine al Talli et les opposants Walid al Bunni et Fawaz al Tello. 
Kamal al-Labwani devient réfugié en Suède.